# Hasse Ekman
Hasse Ekman (Stockholm, 1915. szeptember 10. – Marbella, 2004. február 15.) svéd színész, rendező, forgatókönyvíró és producer.
Ekman talán a korszak legsikeresebb és kritikailag legelismertebb rendezője volt Svédországban Ingmar Bergman előtt és Victor Sjöström és Mauritz Stiller után a '40-es évek közepétől az '50-es évek elejéig. Nagy hatással volt rá Orson Welles munkássága. Legismertebb rendezői munkája az 1950-ben készült Flicka och hyacinter volt, egy drámai hangvételű misztikus krimi, mely egy fiatal nőről szól, aki öngyilkosságot követ el lakásában. A film főszerepét az akkori felesége Eva Henning játszotta.

## Életpályája
Hasse Ekman a jó nevű svéd Ekman színészcsaládból származik. az édesapja a színészlegenda Gösta Ekman, fia pedig Gösta Ekman Jr. - aki nagyapja után kapta nevét - szintén jó nevű színésznek számít hazájában.
Színészként gyakran játszott főszerepet vagy meghatározó mellékszerepet az általa rendezett produkciókban. Fontos szerepet kapott három korai Ingmar Bergman filmben is: Börtön (1949), Szomjúság (1949) és Fűrészpor és ragyogás (1953). 1936-ban még egészen fiatalon együtt játszott édesapjával Gustav Molander drámájában, az Intermezzoban. A női főszereplő Ingrid Bergman volt, aki Molander filmjének köszönhetően kapta meg a hollywoodi szerződést. Ekman színészi pályafutása során 50 filmben szerepelt.
2004. február 15-én hunyt el a spanyolországi Marbellán.

## Fontosabb filmje
- 1964 - Äktenskapsbrottaren
- 1963 - Min kära är en ros (My Love Is Like a Rose)
- 1960 - Kärlekens decimaler
- 1960 - På en bänk i en park
- 1959 - Himmel och pankaka (Heaven and Pancakes)
- 1959 - Fröken Chic
- 1958 - Jazzgossen
- 1957 - Med glorian på sned
- 1956 - Sjunde himlen (Seventh Heaven)
- 1956 - Egen ingång
- 1956 - Ratataa
- 1954 - Gabrielle
- 1953 - Vi tre debutera
- 1952 - Eldfågeln (The Firebird)
- 1950 - Girl with Hyacinths
- 1949 - Flickan från tredje raden (The Girl from the Third Row)
- 1948 - Banketten ("The Banquet")
- 1948 - Lilla Märta kommer tillbaka (Little Martin Returns)
- 1948 - Var sin väg (Each to His Own Way)
- 1947 - En fluga gör ingen sommar (One Swallow Does Not Make a Summer)
- 1946 - Medan porten var stängd (While the Door Was Locked)
- 1946 - Möte i natten (Meeting in the Night)
- 1945 - Fram för lilla Märta
- 1945 - Vandring med månen (Wandering with the Moon)
- 1945 - Kungliga patrasket (The Royal Rabble)
- 1944 - Som folk är mest
- 1943 - Ombyte av tåg
- 1942 - Lågor i dunklet
- 1941 - Första divisionen
- 1940 - Med dej i mina armar
- 1936 - Intermezzo

## Fordítás
- Ez a szócikk részben vagy egészben  a   Hasse_Ekman című angol Wikipédia-szócikk fordításán alapul.  Az eredeti cikk szerkesztőit annak laptörténete sorolja fel. Ez a jelzés csupán a megfogalmazás eredetét és a szerzői jogokat jelzi, nem szolgál a cikkben szereplő információk forrásmegjelöléseként.